# Салига Тарас Юрійович

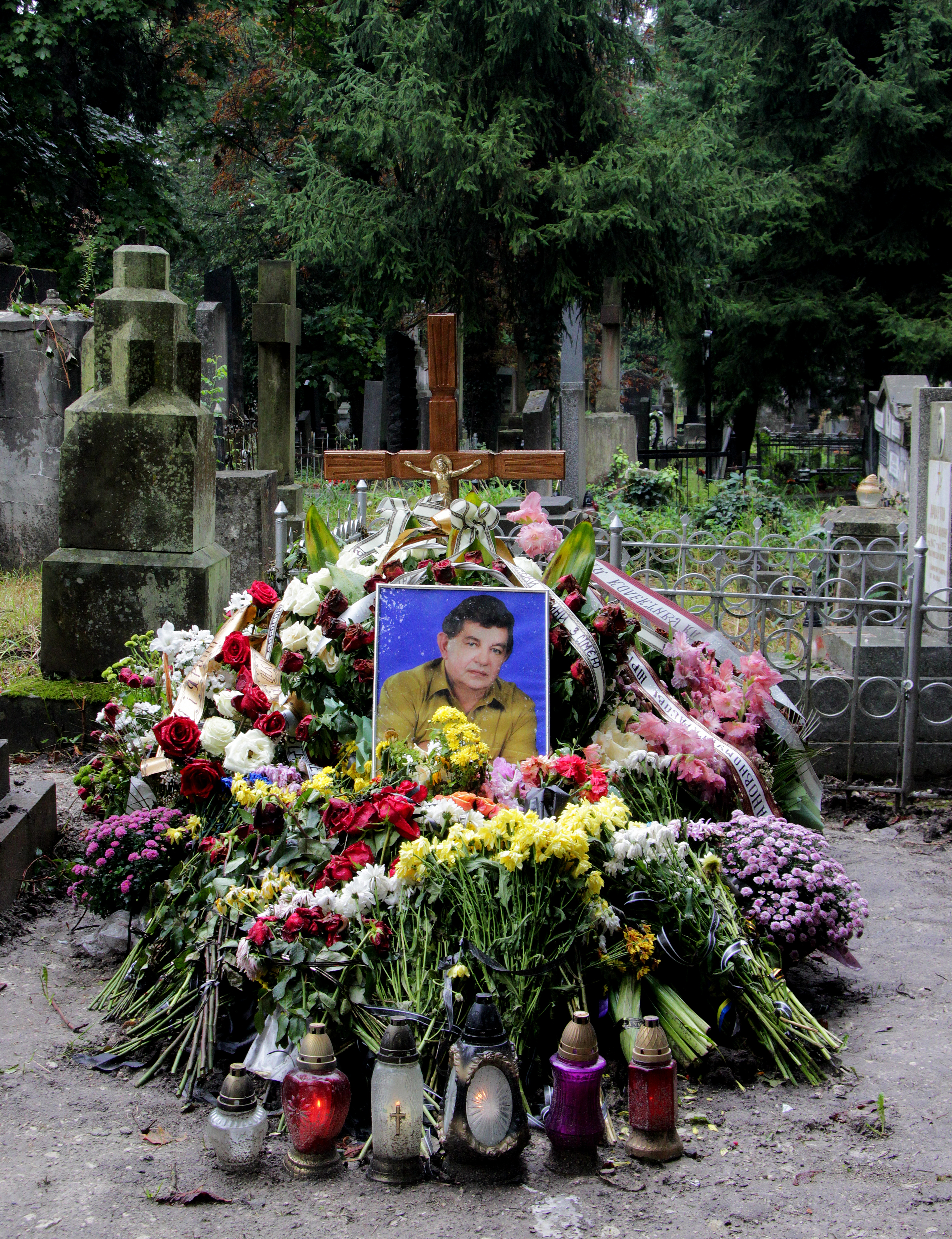
Могила Тараса Салиги на 56 полі Личаківського цвинтаря відразу після похорону

Тарас Юрійович Салига (7 січня 1942, с. Вікторів Галицького району Івано-Франківської області — 26 серпня 2023, Львів) — український письменник, журналіст, літературний критик, науковець, громадський діяч. Доктор філологічних наук, професор, професор кафедри української літератури імені академіка Михайла Возняка Львівського національного університету імені Івана Франка. Член правління Спілки письменників України (Львівська філія). Заслужений діяч науки і техніки України (2002). Кавалер ордена князя Ярослава Мудрого. Заслужений професор Львівського університету (2016).

## Освіта
1965 року закінчив Львівський державний університет імені Івана Франка.
1977 року захистив кандидатську дисертацію «Сучасна українська балада у взаємодіях з баладою російською і білоруською: (Проблеми типологічного розвитку)».
1993 року — докторську дисертацію «Стильова диференціація в західноукраїнському та українському еміграційному поетичному процесі міжвоєнного періоду (1914—1941 рр.)» за спеціальністю 10.01.01 — українська література.

## Науково-освітня праця
Читає курс історії української літератури 20-30-х рр. ХХ ст. та курс історії української літератури 60-80-х рр. ХХ ст. Науковий керівник кандидатської дисертації аспіранта Пастуха Богдана «Ранній експериментальний роман Володимира Винниченка (1911 — 1916 рр.)» зі спеціальності 10.01.01 — українська література.
Член спеціалізованої ради Д. 35.051.06 — зі спеціальності 10.01.01 — українська література при Львівському національному університеті імені Івана Франка; член експертної ради ВАК України;
Член редколегії:
- збірників наукових праць «Українське літературознавство», «Літературознавчі зошити. Студії. Публікації. Рецензії. Бібліографія» (Львів);
- журналів «Дзвін», «Дивослово», «Київ», «Слово і час», «Урок української»; «Наукові обрії» (Івано-Франківськ), «Наукових записок ВДУ» (Луцьк).

## Громадська діяльність
Дійсний член Наукового товариства імені Т. Шевченка.
Член правління Спілки письменників України (Львівська філія).
Засновник Народного дівочого хору «Ліра» (1999 рік).

## Літературна творчість
Автор книжок «Право на себе», «У глибинах гармонії», «У спектрі поетичних жанрів», «Микола Вінграновський», «Продовження», «Високе світло», «Імператив», «Відлитий у строфи час», «Вокатив», «Вогнем пречистим»;
Упорядник антологій «Стрілецька Голгофа», «Слово Благовісту», творів Є. Маланюка, Р. Купчинського, М. Лужницького та ін.
29 серпня 2023 року похований на Личаківському цвинтарі (поле № 56).

## Відзнаки
- Лауреат премій імені О. Білецького, імені Б. Лепкого.
- Заслужений діяч науки і техніки України (21 січня 2002) — за вагомий особистий внесок у соціально-економічний та культурний розвиток Львівської області, високий професіоналізм[4]
- Орден «За заслуги» III ст. (10 жовтня 2011) — за вагомий особистий внесок у розвиток національної освіти, підготовку висококваліфікованих фахівців, багаторічну плідну науково-педагогічну діяльність та з нагоди 350-річчя Львівського національного університету імені Івана Франка[5]
- Орден князя Ярослава Мудрого V ст. (24 серпня 2017) — за значний особистий внесок у державне будівництво, соціально-економічний, науково-технічний, культурно-освітній розвиток України, вагомі трудові здобутки та високий професіоналізм[2]